# 迈克尔·多列亚克
迈克尔·斯科特·多列亚克（英語：Michael Scott Doleac，1977年6月15日—），出生在德克萨斯州的圣安东尼奥，美国前职业篮球运动员，司职中锋

## 大学篮球生涯
多列亚克1998年毕业于犹他大学，在四年的大学中他有三项纪录名列学校的10强，学校得分历史第十位(1,519分)，篮板历史第八位(886个)和罚球命中数历史第四(472个)。他最初是读医学院想做一名医生而放弃篮球，最终还是选择了职业篮球。

## NBA篮球生涯
多列亚克在1998年NBA选秀中被奥兰多魔术在第一轮第12顺位选中，1998-99赛季入选NBA新秀第二阵容。
2004年，多列亚克开始效力于迈阿密热火队，在迈阿密多列亚克主要是替补出场，在有限的时间内给沙奎尔·奥尼尔和阿朗佐·莫宁以支持，多列亚克是2006年NBA总冠军队成员。2007年10月24日，多列亚克同安托万·沃克和韦恩·西米昂一同被送往明尼苏达森林狼，以换取里基·戴维斯和马克·布朗特。